# Richard Gunn
Richard Gunn, född 16 februari 1871 i Charing Cross-området i London, död 23 juni 1961 i Lambeth i London, var en brittisk boxare.
Gunn blev olympisk mästare i fjädervikt i boxning vid sommarspelen 1908 i London.